# Deny Giler
Deny Giler (Pedernales, Ecuador, 1 de diciembre de 1984). es un futbolista ecuatoriano. Juega de delantero y su equipo actual es el River Ecuador de la Serie B de Ecuador.

## Clubes
| Club                 | País    | Año         |
| -------------------- | ------- | ----------- |
| Ciudad de Pedernales | Ecuador | 2003 - 2004 |
| Manta Fútbol Club    | Ecuador | 2005 - 2009 |
| Águilas              | Ecuador | 2009        |
| Grecia de Chone      | Ecuador | 2009        |
| Manta Fútbol Club    | Ecuador | 2010 - 2011 |
| Grecia de Chone      | Ecuador | 2011        |
| Delfín SC            | Ecuador | 2012        |
| River Ecuador        | Ecuador | 2017        |

## Palmarés

### Campeonatos nacionales
| Título             | Club     | País    | Año  |
| ------------------ | -------- | ------- | ---- |
| Serie B de Ecuador | Manta FC | Ecuador | 2008 |